# Crown Imperial Limousine
Die Crown Imperial Limousine war ein viertüriges Repräsentationsfahrzeug, das der US-amerikanische Chrysler-Konzern von 1955 bis 1966 unter der Marke Imperial werksseitig anbot. Die Autos waren verlängerte und hochwertig ausgestattete Versionen der regulären Imperial-Modelle und machten alle stilistischen und technischen Änderungen der Serienmodelle mit. Sie wurden in Handarbeit von unterschiedlichen Werken in den USA, Italien und Spanien hergestellt, unter anderem einige Jahre von der Carrozzeria Ghia in Turin. Darauf beruht die wiederholt verwendete Alternativbezeichnung Imperial Ghia. Die Crown-Imperial-Limousinen sollten mit Cadillacs Pullman-Limousinen der Series 75 konkurrieren, kamen aber an deren Produktionszahlen nie heran. Den Status einer Staatskarosse erreichten sie in den USA nicht, allerdings verwendeten einige afrikanische oder vorderasiatische Herrscher zeitweise Imperial-Limousinen, unter ihnen der Schah von Persien.

## Hintergrund

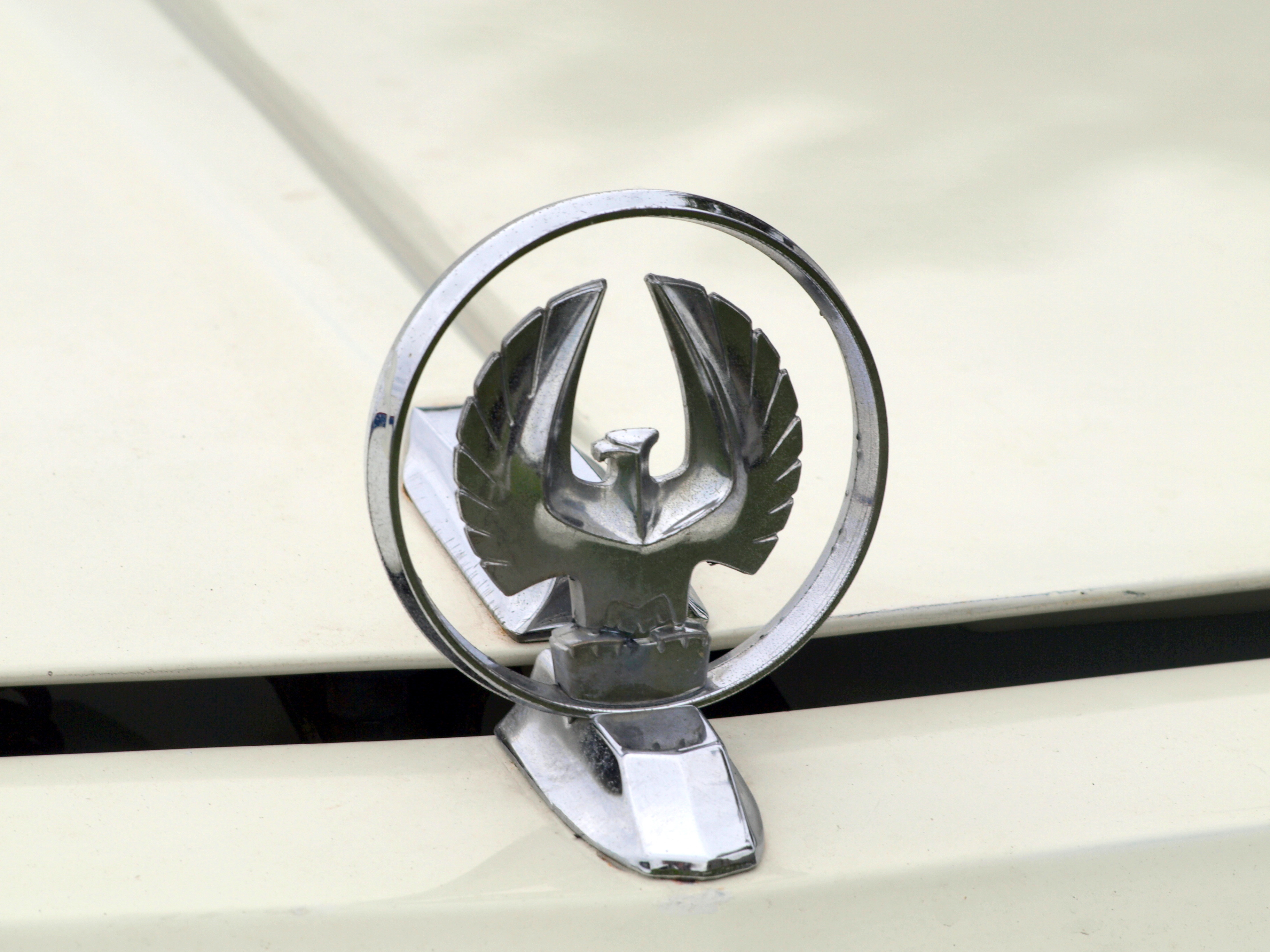
Imperials Markenzeichen: „kaiserlicher“ Adler

Zu Beginn der 1950er-Jahre war der Chrysler-Konzern viergleisig aufgestellt. Im gehobenen Marktsegment trat der Konzern mit der Marke Chrysler an, darunter waren die Marken Dodge, DeSoto und Plymouth positioniert. Anders als General Motors und Ford hatte Chrysler zu dieser Zeit keine eigenständige Marke in der Oberklasse. Dieses Segment wurde stattdessen mit hochwertig ausgestatteten Varianten der Chrysler-Fahrzeuge bedient, die unter der seit 1926 verwendeten Modellbezeichnung Chrysler Imperial verkauft wurden. Die Zugehörigkeit dieser Modelle zum Massenhersteller Chrysler wirkte sich verkaufshindernd aus, weil dem Namen Chrysler weniger Strahlkraft beigemessen wurde als etwa Cadillac oder Lincoln. Deshalb machte Chrysler ab 1955 Imperial zu einer eigenständigen fünften Marke im Konzern. Anders als Cadillac und Lincoln distanzierte sich Imperial technisch und stilistisch anfänglich nicht von den Fahrzeugen der anderen Konzernmarken, was einerseits verkaufsfördernd auf die preiswerteren Großserienmodelle der anderen Konzernmarken wirkte, andererseits aber verhinderte, dass die Marke Imperial eine eigenständige Persönlichkeit entwickeln konnte. So hielt die Presse und die Öffentlichkeit die Imperial-Modelle weitgehend für „große Chrysler“. Um den Oberklasseanspruch der Marke zu unterstreichen, führte Chrysler von Beginn an eine verlängerte Chauffeur-Limousine im Programm, die die Bezeichnung Crown Imperial trug. Die Begrifflichkeit gab insoweit Anlass zur Verwirrung, als der sehr ähnlich benannte Imperial Crown zur gleichen Zeit die mittlere Ausstattungsstufe der serienmäßigen – kurzen – Coupés, Cabriolets und Limousinen darstellte.

## Die Baureihen

### 1955 und 1956: Fertigung bei Chrysler

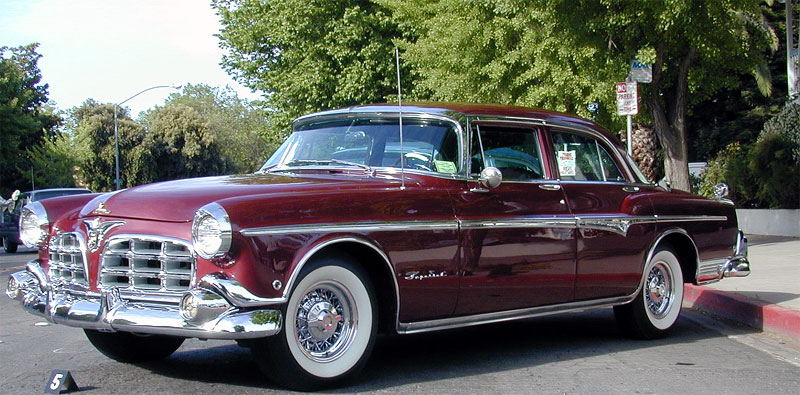
Basis des Crown Imperial mit kurzem Radstand: Imperial Four Door Sedan (1955)

Die erste Modellgeneration der neu etablierten Marke Imperial (Werksbezeichnung C-69) waren ab November 1954 lieferbar. Das Serienprogramm bestand aus einem zweitürigen Coupé und einem viertürigen Sedan (1956) bzw. Southampton Sedan (1956). Beide Modelle hatten technisch und stilistisch starke Ähnlichkeit mit den aktuellen Chrysler-Modellen. Von Beginn an bot Imperial daneben auch eine Repräsentationslimousine mit verlängertem Radstand an, die werksintern als C-70 bezeichnet wurde und die Verkaufsbezeichnung Crown Imperial erhielt. Der Radstand betrug 3797 mm; damit war der C-70 insgesamt 6192 mm lang. Technisch und stilistisch glich der Crown Imperial den kurzen Sedans der Marke. Allerdings hatte er zwischen den hinteren Türen und der C-Säule im Regelfall – allerdings nicht ausnahmslos – ein drittes, feststehendes Fenster, und die C-Säule war anders geformt. Während der Southampton Sedan eine in die Wagenflanken hineingezogene hintere Panoramascheibe hatte, war die C-Säule des Crown Imperial breit. Das Heckfenster war wesentlich kleiner als bei kurzen Modellen. Die gesamte Dachpartie des Crown Imperial wurde, abweichend von den regulären Hardtops, nicht aus Metall, sondern aus Kunststoff gefertigt. Der Crown Imperial wurde als Sechs- und Achtsitzer angeboten; die achtsitzige Limousine hatte im Fond zwei Klappsitze. Im Modelljahr 1956 wurde das Modell fortgeschrieben. Zwar übernahm der Crown Imperial den auf 5,8 Liter vergrößerten Achtzylindermotor des nun C-73 genannten Standard-Imperial; abgesehen davon änderte sich bei der Repräsentationslimousine nichts.
Produziert wurde der Crown Imperial wie der Standard-Imperial in Chryslers Jefferson Avenue Assembly genanntem Werk in Detroit. In beiden Jahren war der Produktionsumfang gering. Er erreichte nicht mehr als ein Zehntel der konkurrierenden Cadillac Series 75 Limousinen, die etwa 1.000 US-$ günstiger waren als der Imperial. 1955 verkaufte Imperial 172 Limousinen, darunter 45 Achtsitzer, 1956 waren es 51 Acht- und 172 Sechssitzer. Die Preise lagen bei 7.000 US-$ im ersten und 7.700 US-$ im zweiten Produktionsjahr.
Der Crown Imperial der Modelljahre 1955 und 1956 war die letzte Repräsentationslimousine, die der Chrysler-Konzern selbst herstellte.

### 1957 bis 1964: Ghia

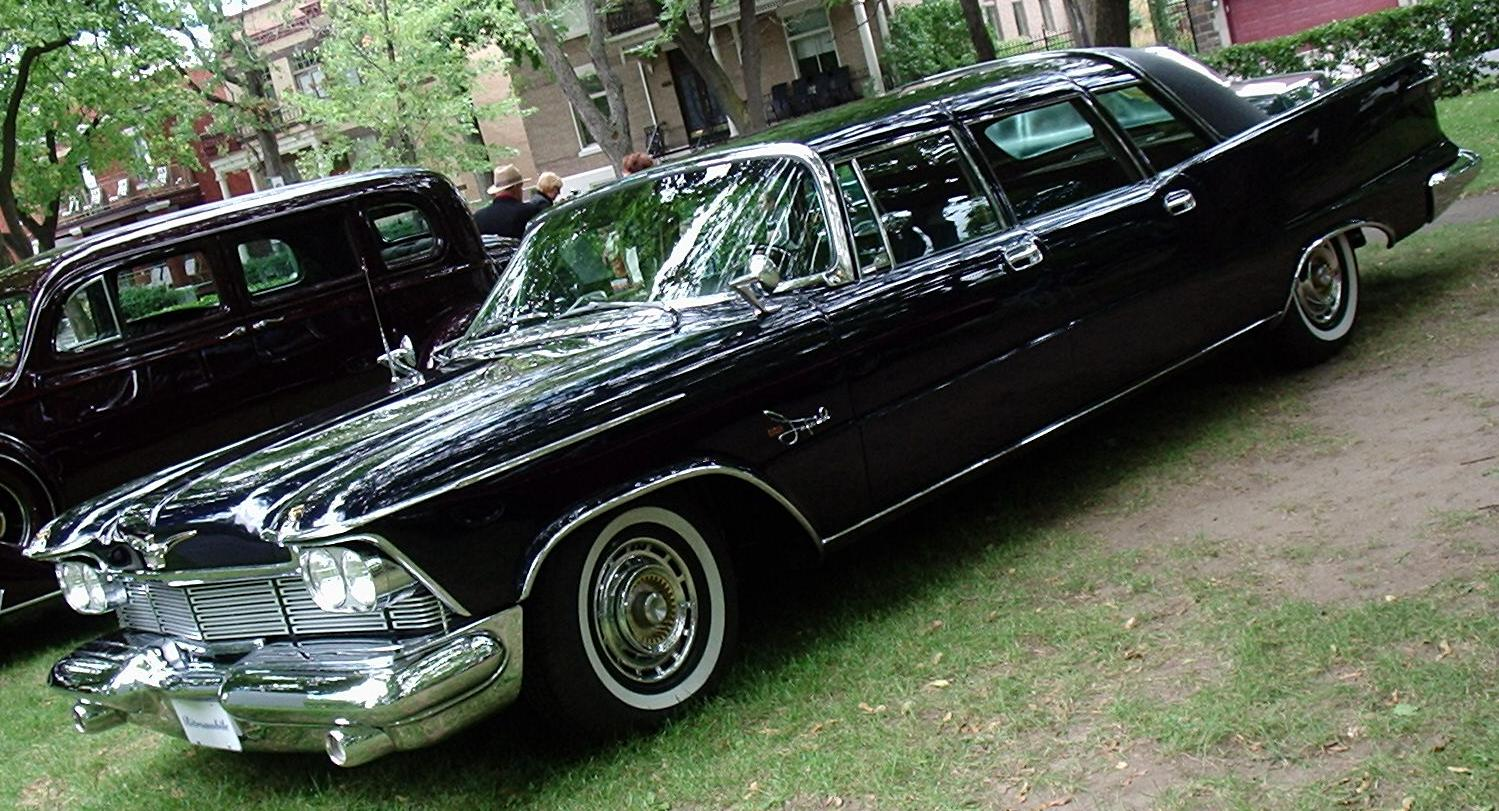
Crown Imperial Limousine (1958)

Zum Modelljahr 1957 erschien die zweite Generation der Imperial-Modelle; sie blieb mit einigen stilistischen Änderungen bis 1963 im Programm. Auch von dieser Generation gab es regelmäßig Crown-Imperial-Limousinen.
Anders als die Limousinen der Jahre 1955 und 1956 entstanden die der zweiten Generation nicht mehr bei Chrysler in den USA, sondern in Handarbeit bei Ghia in Italien, wo bereits in den Jahren zuvor einige Showcars und Kleinstserienmodelle für Chrysler gefertigt worden waren. Dort war auch das Design der Limousinen unter der Leitung von Sergio Sartorelli entwickelt worden. Zur Produktionsverlagerung kam es aus Kostengründen: Während das Umrüsten des US-amerikanischen Werks auf die neue Modellgeneration nach ersten Berechnungen 3,3 Mio US-$ gekostet hätte, berechnete Ghia für die Vorbereitungen der Produktion lediglich 15.000 US-$. Allerdings musste Chrysler die Kosten für den Transport der mechanischen Komponenten sowie der serienmäßigen Blechteile und die Transportkosten der fertigen Autos übernehmen.
Der Produktionsprozess war aufwendig: Als Vorbereitung stellte Chrysler im Detroiter Werk halbfertige Bausätze zusammen. Sie umfassten die komplette Karosserie eines Hardtop-Coupés (1957 bis 1962) bzw. die eines viertürigen Sedan (1963 und 1964). Sie war jeweils auf dem versteiften Chassis eines Cabriolets montiert, das zusätzlich mit verstärkten Federn ausgestattet war. Damit war sichergestellt, dass der Crown Imperial die jährlichen Änderungen der Standard-Imperials in Stil und Technik übernahm. Diese Bausätze wurden per Schiff nach Italien transportiert. In Turin durchtrennten die Ghia-Mechaniker die Karosserie und das Chassis, verlängerten es um 520 mm (20,5 Zoll) und bauten ein drittes Seitenfenster sowie die notwendigen Verlängerungsbleche im Mittelteil ein. Auch der hintere Dachaufbau wurde neu gestaltet; hier verzichtete Ghia auf die reguläre Panoramascheibe. In einigen Fällen installierte Ghia außerdem eine besonders luxuriöse Innenausstattung, die sich von den regulären Mustern unterschied. Wahlweise wurde eine Trennwand zwischen dem Fahrer und dem Passagierabteil eingebaut. Der Herstellungsprozess für eine Limousine nahm etwa einen Monat in Anspruch.
Die großen Limousinen waren sehr teuer. 1957 kostete ein Crown Imperial mit 15.075 US-$ mehr als dreimal so viel wie ein serienmäßiger Southampton Hardtop Sedan und doppelt so viel wie ein Cadillac 75. Ein Mittelklasse-Dodge kostete zu dieser Zeit nur 2.600 US-$. Im letzten Produktionsjahr war der Preis des Crown Imperial auf 18.500 US-$ angestiegen. Das Modell war nie erfolgreich. Die Jahresproduktion erreichte üblicherweise nur sehr niedrige zweistellige Zahlen; das schwächste Jahr war 1959, als nur sieben Fahrzeuge entstanden.
Der Schwerpunkt der Ghia-Produktion lag in der Modellgeneration 1957 bis 1963. Als Imperial für 1964 die dritte Modellgeneration einführte, produzierte Ghia noch einmal 10 Limousinen mit der neuen Karosserie. Danach endete die Verbindung zwischen Chrysler und Ghia. Die Gründe hierfür sind nicht klar. Einige Quellen führen die Vertragsbeendigung darauf zurück, dass Ghia keine Erfahrung mit dem Umbau selbsttragender Karosserien hatte, die Imperial ab 1967 verwenden sollte. Nach anderen Quellen steht der Bruch mit Chrysler im Zusammenhang mit dem Tod des Ghia-Chefs Luigi Segre Ende 1963, in dessen Folge die Zukunft des Unternehmens eine Zeit lang unsicher war.

### 1965 und 1966: Barreiros

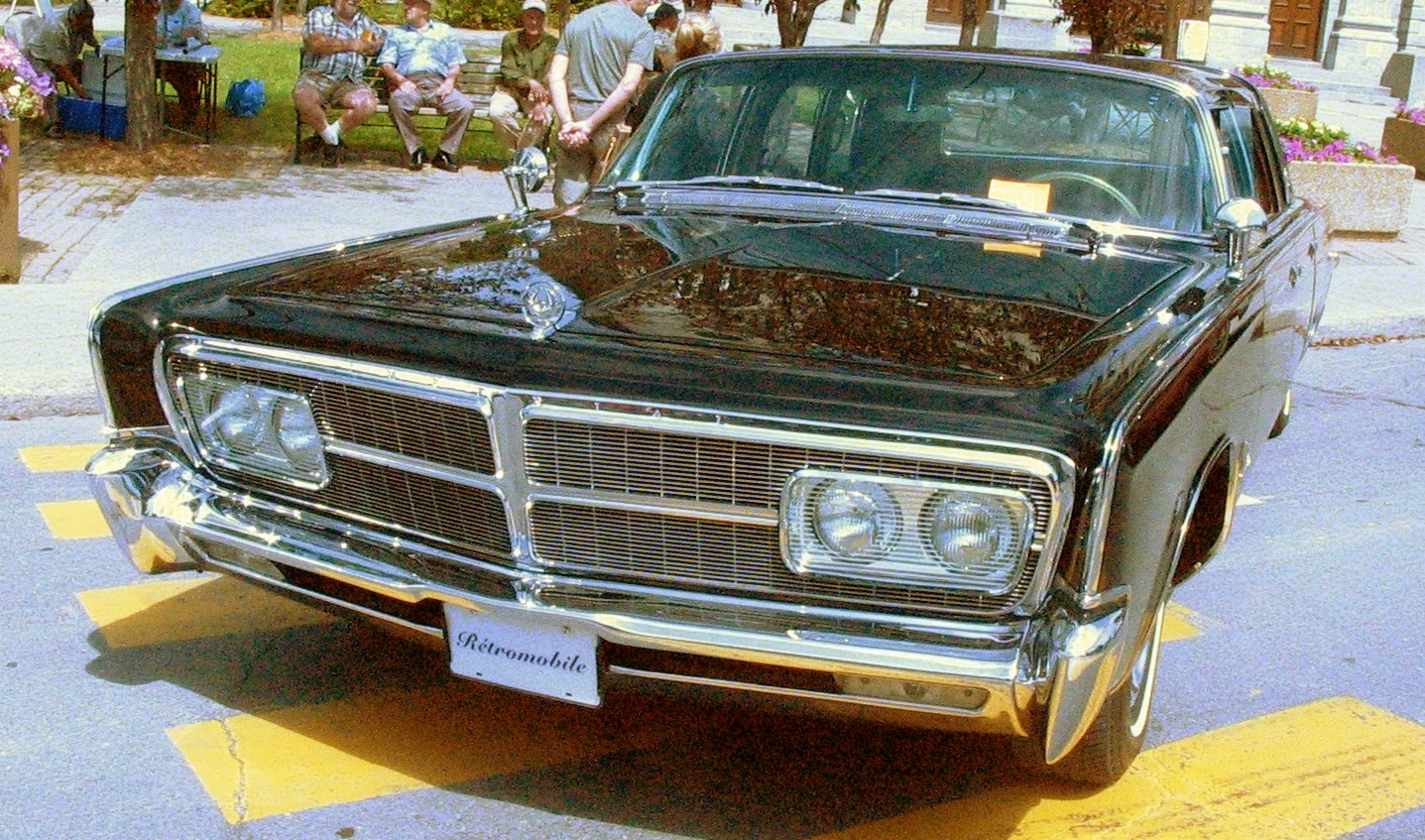
Crown Imperial Limousine (1965) aus Barreiros-Fertigung

Nachdem der Vertrag mit Ghia ausgelaufen war, beauftragte Imperial das spanische Unternehmen Barreiros mit der Herstellung der Repräsentationslimousinen. Die Barreiros S.A. stand seit dem Beginn des Jahrzehnts in engem Kontakt zu Chrysler. Sie produzierte einige französische und amerikanische Chrysler-Modelle für den spanischen Markt in Lizenz. Ende 1964 kaufte Barreiros von Ghia die Fertigungsanlagen für die Imperial-Limousinen. In Spanien entstanden etwa 10 Exemplare, die offiziell dem Modelljahr 1965 zugerechnet werden. Nach einigen Quellen basierten die 10 Limousinen durchgängig auf Chassis, die 1965 hergestellt wurden, während der Umbau ganz überwiegend erst im Kalenderjahr 1966 erfolgt sein soll. Wie schon die bei Ghia produzierten Limousinen schlossen sich auch bei den Barreiros-Versionen die hinteren Türen unmittelbar an die vorderen Türen an. Die Verlängerungsbleche waren im Bereich der hinteren Kotflügel installiert.
Die Barreiros-Limousinen wurden wie schon die Vorgänger von Ghia im Imperial-Katalog mit einem Kaufpreis von 18.500 US-$ gelistet. Einer der Kunden war der Schah von Persien, ein anderer der spanische Diktator Francisco Franco.

## Nachfolger: LeBaron Stageway Limousine
Ab 1967 vermarktete Imperial die Repräsentationsfahrzeuge unter dem Namen LeBaron Limousine. Der LeBaron stellte bereits bei den Standardfahrzeugen der Marke die teuerste und hochwertigste Reihe dar, während die Crown-Baureihe das Einstiegsmodell der Standard-Imperials war. Mit der Umbenennung der Repräsentationslimousine sollte die Zugehörigkeit zur teuersten Modellreihe deutlich gemacht werden. Ab 1967 übernahm der US-amerikanische Spezialist Stageway Coaches in Fort Smith (Arkansas), Arkansas, die Herstellung der Limousinen. Bis 1970 entstanden etwa 25 Limousinen, die einen Radstand von 4104 mm hatten und die längsten werksseitig angebotenen Personenwagen in den USA waren. Die Limousinen waren mit zwei zusätzlichen Sitzen in der Wagenmitte sowie einem schrankartigen Behältnis ausgestattet, das ein Fernsehgerät und eine Bar enthielt. Der Wechsel von europäischen zu heimischen Karosseriebauunternehmen führte zu einer Preissenkung um mehr als 2.000 US-$. In seinem letzten Produktionsjahr kostete ein LeBaron Stageway 16.000 US-$. Mit Ablauf des Modelljahrs 1970 beendete Chrysler das werksseitige Angebot verlängerter Limousinen. In den folgenden Jahren bauten unterschiedliche selbstständige Karosseriebauunternehmen verlängerte Limousinen auf individuellen Kundenwunsch.

## Individuelle Umbauten
Parallel zu den werksmäßig angebotenen Imperial-Limousinen fertigten bereits seit den 1960er-Jahren mehrere unabhängige Karosseriebauunternehmen eigenständige Langlimousinen auf Imperial-Basis, die weitgehend den Kundenwünschen angepasst waren. Hierzu gehören die Limousinen von Andrew Theodorou Coachbuilders aus Chicago. Sie unterschieden sich von den Werkslimousinen unter anderem dadurch, dass die Verlängerungsteile zwischen den Vorder- und den Hintertüren installiert waren.